# Скибин (Черкасская область)
Скиби́н (укр. Скибин) — село в Жашковском районе Черкасской области Украины.
Население по переписи 2001 года составляло 2083 человека. Почтовый индекс — 19210. Телефонный код — 4747.

## Местный совет
19210, Черкасская обл., Жашковский р-н, с. Скибин